# 하얼빈 (영화)
《하얼빈》은 2024년 12월 24일 개봉하는 대한민국의 전기 영화로, 안중근 의사의 하얼빈 의거를 다룬 작품이다. 우민호 감독의 여섯 번째 장편 영화이며, 2024년 토론토 영화제에서 세계 최초로 공개되었다.

## 출연
- 현빈 : 안중근 역 - 대한의군 참모중장
- 박정민 : 우덕순 역 - 대한의군 작전참모
- 조우진 : 김상현 역 - 대한의군 통역관
- 전여빈 : 공부인 역 - 대한의군 무기 공급원
- 박훈 : 모리 다쓰오 역 - 본작의 만악의 근원이자 진 최종 보스이며 흑막, 일본군 육군 소좌
- 유재명 : 최재형 역 - 대동공보 사장
- 릴리 프랭키 : 이토 히로부미 역 - 본작의 페이크 최종 보스이자 중간 보스. 조선 초대 통감
- 김지오 : 오타니 역 - 일본군 부관
- 안세호 : 이강 역 - 대동공보 편집국장
- 손승훈 : 스즈키 역 - 일본군 병사
- 에고 미키타스 : 블라디미르 코콥초프 역 - 러시아 재무장관
- 곽진 : 마적 역
- 이태형 : 조도선 역
- 윤여원 : 신재식 역
- 손인용 : 김성백 역
- 박동하 : 야마다 역
- 윤상호 : 가와카미 도시히코 역
- 미상 : 메이지 덴노 역
- 미상 : 다나카 세이지로 역
- 미상 : 모리 야스지로 역

- 이동욱: 이창섭 역 - 대한의군 작전참모
- 정우성 : 박점출 역 - 청나라 마적단 두령

## 수상
- 2025년 제61회 백상예술대상 영화부문 작품상
- 2025년 제61회 백상예술대상 영화부문 대상(홍경표)